# Santa Engracia de Loarre
Santa Engracia de Loarre (en aragonés Santa Engracia de Lobarre) es una localidad española de la comarca Hoya de Huesca que pertenece al municipio de Loarre en la provincia de Huesca, Aragón. Situada al pie de la sierra de Loarre, su distancia a Huesca es de 31 km.

## Monumentos
- Cruz de término de carácter popular